# A kiválasztott (Thomas Mann)
A kiválasztott (Der Erwählte) Thomas Mann Nobel-díjas német író 1948-50-ben írt, 1951-ben kiadott műve. Kiindulópontként Hartmann von Aue 12. századi műve, a Gregorius szolgált, amely a Vie du pape Gregoire című francia legendán alapult. Ugyanebből a forrásból táplálkozik a késő középkori Gesta Romanorum-ban található Isten csodálatos kegyelméről és a boldog Gergely pápa születéséről című történet is, amely Magyarországon Sziklához láncolt Gergely néven népmesévé vált, illetve a litvániai tatárok is átvették.
A regény magyarul először a Magvető Könyvkiadónál jelent meg, Jékely Zoltán fordításában, 1957-ben.
A regény fő motívuma, a testvérszerelem, már előzőleg felbukkant az író Wälsungvér című elbeszélésében is. Ez a motívum rejtetten a Mann családban is jelen volt: Heinrich Mann rajongott húga, Carla iránt, aki huszonkilenc évesen öngyilkos lett.
Az író felesége, Katia Mann visszaemlékezései szerint férjének „igen nagy öröme tellett benne. Már a Faustus megírása közben, amelyben a kétszeres incesztusos Gregorius-legenda szerepel, azt mondta: – Elhatároztam, hogy ezt megcsinálom.”

## A regény szerkezete
A történet mesélője, az Elbeszélés Szellemének megtestesítője az ír Clemens szerzetes, aki a Sankt Gallen-i kolostorban vendégeskedik egy meg nem határozott időpontban. Az ő elbeszélése kezdi és zárja a történetet, illetve néhány esetben a történet egyes részein az elbeszélés folyamát az ő megjegyzései szakítják meg, vagy ellenkezőleg, viszik tovább.
A harminc fejezetből 
- kettő a történet előzményeiről szól (Grimáld és Baduhenna, A gyermekek),
- egy a bűnbeesésről (A rakoncátlan gyermekek),
- négy a világi megoldásról és emberi következményeiről (Eisengrein úr, Eisengrein úrnő, A kitevés, Az öt kard),
- hat a bűn gyermekének felcseperedéséről (A Szent Dunstan-i halászok, A tőkepénz, A gyászoló, Az ökölcsapás, A felfedezés, A disputa)
- hat a második bűnbeeséshez vezető útról (Poitewin úr, A találkozás, A párviadal, A kézcsók, Sybilla imája, A menyegző)
- öt a bűnhődésről (Jesute, A búcsúzás, A kő, A vezeklés, Penkhart)
- négy a felemeltetésről (A kinyilatkoztatás, A második látogatás, A megtalálás, Az átalakulás)
- az utolsó kettő pedig a kegyelemről (Az igen nagy pápa, Az audiencia).

## Cselekménye
|  | Alább a cselekmény részletei következnek! |

A flandriai és artois-i Grimáld herceg és felesége, Baduhenna úrnő húsz évig hiába vágyakoznak gyermekáldásra. Az asszony végre ikreket szül, egy fiút (Willigis) és egy lányt (Sybilla), de belehal a szülésbe. A két szépséges gyermeket apjuk neveli, a kislányt kényeztetve, a fiút felkészítve a lovagi életre. A lányt több szomszédos uralkodó kéri feleségül, de az apa elutasítja őket. Grimáld halála éjjelén a felserdült ikrek, akik senkit nem tartanak magukhoz méltónak, egymáséi lesznek. A vérfertőző kapcsolat nyomán Sybilla teherbe esik. Eiseingrein úr, Willigis nevelője tanácsára, az ifjú herceg vezeklésképpen a Szentföldre indul, az ifjú hercegnő titokban megszüli gyermekét. Willigis meghal még a behajózás előtt. A csecsemőt, Eisengrein úr tanácsára, kiteszik egy csónakban a tengerre, „de oly óvatossággal, mely Istennek jelezze, hogy ami bennünket illet, örülni fogunk, ha a gyermeket megmenti”.
A csecsemőt a Szent Dunstan-szigeten halászok fogják ki, és a sziget apátjához viszik. Az apát saját nevéről Grigorsznak, azaz Gergelynek kereszteli és nevelésre az egyik halászcsaládnak adja. Az ifjú Grigorsz élesen elüt környezetétől előkelő beszédével és olvasásra való hajlandóságával, ezért vitába, majd verekedésbe keveredik tejtestvérével, Flannel. A verekedés következményeképpen nevelőanyja elárulja, hogy Grigorsz származása ismeretlen. Noha az apát megpróbálja lebeszélni tervéről, Grigorsz elindul felkutatni szüleit, akikről csak annyit tud, hogy előkelő testvérpár, akik bűnben éltek egymással.
Sybilla országában közben háború dúl, mert a szomszédos Roger király, többszöri kikosarazás után, erővel próbálja megszerezni a még mindig szép hercegnő kezét. Grigorsz párviadalban legyőzi Rogert, és elnyeri Sybilla vonzalmát és kezét. Három év házasság után, melynek során született egy lányuk és a következő is már megfogant, fény derül a szörnyű titokra: Grigorsz tulajdon anyját vette feleségül.
Bűnhődésképpen Sybilla lemond hercegségéről és szegénysorsú betegek ápolásával tölti életét. Grigorsz vándorútra indul, alkalmas helyet keresve a vezekléshez. Végül megállapodik egy a tengerből kiálló kopár sziklánál, és itt tölt tizenhét évet. Ezalatt a földből szivárgó folyadékot issza, ezáltal életben marad, de sün méretűre zsugorodik össze.
Tizenhét év múltán meghal a római pápa és ellenpápa, és két tekintélyes római polgár majdnem egyazon látomást látja, hogy merre induljanak az új pápa keresésére. A látomás alapján megtalálják a vezeklő Gergelyt a sziklán, aki a megfelelő tápláléktól visszanyeri emberi formáját, és őt viszik Rómába pápának. Gergely pápa ugyan erélyesen és átgondoltan irányítja az egyház és város ügyeit, de az átlagosnál nagyobb megbocsátással kezeli a bűnösöket. Hallva az új pápa nagyságáról, Sybilla útra kel, hogy bocsánatot nyerjen. A gyermek-férj-pápa megbocsát az asszonynak, és ezután fivére-nővére lesznek egymásnak „szeretetben, szenvedésben, vezeklésben és kegyelemben”.

## Stílusa
Thomas Mann tudatosan vegyítette a középfelnémet, latin, alnémet és angol elemeket, hogy ezzel a nemzetek feletti középkor eszméjét közvetítse, ezért egyes kritikusai nyelvrontással vádolták.

## Magyarul
- A kiválasztott; ford. Jékely Zoltán, bev. Szabó Ede, jegyz. Szabó-Froreich Antal; Magvető, Bp., 1957 (Világkönyvtár)